# Югозападна защита (вестник)
„Югозападна защита“ с подзаглавие Независим вестник е български седмичен вестник, издаван в градовете Кюстендил и Радомир.

## История
| Годишнина | Броеве | Дата                           |
| --------- | ------ | ------------------------------ |
| І         | 1 – 5  | 20 февруари 1912 - 15 май 1912 |

Вестникът излиза в 5 броя от 20 февруари 1912 година до 15 май 1912 година. Редактира комитет. Издател стопанин – Д. Богданов (Радомир – Кюстендил). Печата се в Печатница „Братя Г. Дюлгерови“ в Кюстендил. Тиражът му е 400 броя.
Вестникът помества материали по Македонския въпрос и църковни проблеми. В брой № 2 се правят аванси на левите партии.